# Шапша (приток Ояти)
Ша́пша — река в Ленинградской области, правый приток Ояти (бассейн Ладожского озера). Берёт начало из Печенского озера. Длина Шапши — 48 км, площадь водосборного бассейна — 512 км².
На реке расположены населённые пункты Ефремково, Ратигора, Агашово, Шапша, Печеницы (у озера).

## Бассейн
Основные притоки: Гурва, Лепручей, Легмоя, Верхняя Вадожка, Мурдоя, Нижняя Вадожка, Шидроя, Ягрема, Кивоя, Ардинский, Каменный, Кирмоя, Большой Каменный, Сара.
Также к бассейну Шапши относятся: река Лижма (приток Сары) и озёра Антик, Пелдозеро, Сяксозеро и Руссконское.

## Строительство электростанции на реке Шапша
Власти Ленинградской области одобрили проект по строительству на реке Шапше Ленинградской гидроаккумулирующей электростанции, разработанный специалистами «ГидроОГК» (с 2011 года — РусГидро).
Проектная мощность станции в турбинном/насосном режиме — 1560/1760 МВт.

## Данные водного реестра
По данным государственного водного реестра России относится к Балтийскому бассейновому округу, водохозяйственный участок реки — Свирь, речной подбассейн реки — Свирь (включая реки бассейна Онежского озера). Относится к речному бассейну реки Нева (включая бассейны рек Онежского и Ладожского озера).
Код объекта в государственном водном реестре — 01040100812102000013086.